# China Crisis
China Crisis — британская музыкальная группа, образовавшаяся в 1979 году в Керкби (неподалёку от Ливерпуля), графство Мерсисайд. Во главе коллектива стояли Гэри Дейли (клавишные, вокал) и Эдди Ландон (гитара). Группа в основном исполняла поп, схожий по стилю с новой волной, но с сильным уклоном в сторону пост-панка начала 80-х годов. Музыканты China Crisis живо откликались на политические события, происходившие в мире, что отразилось на тематике их текстов песен. Группа добилась успеха в Великобритании в период с 1982 по 1987 год, кроме того, она была умеренно популярна в Западной Европе, Австралии и Америке.

## История
Дейли и Ландон увлекались творчеством Стиви Уандера, Steely Dan, Дэвида Боуи и Брайана Ино и сами пробовали играть в различных пост-панк-группах и сочинять песни. Дейли затем заинтересовался звуковыми экспериментами с синтезаторами и драм-машинами. В 1982 году вместе с барабанщиком и перкуссионистом Дейвом Рилли они записали дебютный сингл «African and White», призывавший к  прекращению расизма (возможно также, что он повествовал о своеобразном «расизме» в мире музыки). Сингл был издан на независимом лейбле Inevitable. В июне 1982 группа China Crisis выступила на разогреве у бывшего гитариста Television Тома Верлейна в Лондоне.
После подписания контракта с Virgin Records группа приступила к записи альбома, получившего впоследствии замысловатое название — Difficult Shapes & Passive Rhythms Some People Think It's Fun To Entertain. Благодаря переизданию сингла «African & White» коллектив попал в чарты (сорок пятое место). Следующий сингл — «Christian» — попал на двенадцатое место и принёс ансамблю известность в Великобритании. К тому времени Рилли покинул группу, но продолжал упоминаться на обложках синглов в качестве приглашённого участника вместе с новым музыкантом Стивом Ливаем (гобой и саксофон). Альбом добрался до двадцать первой строки в соответствующем списке. В скором времени группа отправилась в гастрольный тур, сопровождая выступления Simple Minds.
Для работы над вторым альбомом Working with Fire and Steel были приглашены Гэри Джонсон (бас-гитара) и Кэвин Уилкинсон (ударные). Его выпуск в продажу состоялся
в ноябре 1983 году; взятый с него сингл «Wishful Thinking» достиг 9-го места в UK Singles Chart,  ознаменовав собой начало постоянного пребывания группы в чартах на протяжении 1984 и 1985 годов. Синглы «Tragedy and Mystery» и «Working with Fire and Steel» также попали в британский хит-парад. Альбом получил серебряный статус в 1984 году от британской ассоциации производителей фонограмм. В 1994 году он был сертифицирован как золотой.
Для записи следующего альбома музыканты обратились с приглашением к продюсеру Брайану Ино, который не смог принять участие в его записи, поэтому China Crisis решили найти ему замену. Уолтер Беккер из Steely Dan заинтересовался творчеством коллектива и решил стать продюсером альбома. Он провёл переговоры с группой и начал вместе с участниками работать над новым творением группы — Flaunt the Imperfection. По музыкальному оформлению диск сильно отличался от более раннего материала, хотя некоторые его композиции напоминали предыдущие работы группы. Хотя главным жанром, в котором представлен Flaunt the Imperfection являлась новая волна, заметно ощущается присутствие элементов таких стилей, как регги, джаз, рок и поп. Пластинка добралась до девятого места в UK Albums Chart, а в США в Billboard 200 она поднялась до сто семьдесят первого места. Композиция «King in a Catholic Style» пользовалась популярностью в США. Музыканты были настолько довольны работой Беккера, что записали его пятым полноправным участником группы на обложке грампластинки. Уолтер Беккер проживал в то время на Гавайях и никогда так и не выступил на сцене в составе China Crisis. Для работы во время гастролей был приглашён в коллектив новый клавишник — Брайан Макнил. Flaunt the Imperfection стал золотым на родине группы.
В 1986 году музыканты China Crisis приступили к сотрудничеству с известными продюсерами Клайвом Лэнгером и Аланом Уинстенли. Результатом работы стал диск What Price Paradise. Наибольшим успехом пользовался хит-сингл с этого альбома — «Best Kept Secret» (номер тридцать шесть в начале 1987). Диск не пользовался большим спросом и оказался коммерчески неуспешным, но однако в творческом плане он не уступал предыдущим релизам. Альбом попал в чарт Billboard 200 на сто четырнадцатое место.
Вышедший в 1989 Diary of a Hollow Horse оказался таким же неуспешным в коммерческом плане, как и What Price Paradise. В UK Abums Chart он дошёл до пятьдесят восьмой строчки, оказавшись выше, чем предыдущий релиз (шестьдесят третье место), синглы «St. Saviour Square» и «Red Letter Day» не попали в хит-парады и интерес к творчеству China Crisis угас. Однако в 1990 году группе посчастливилось вновь попасть в британский чарт со сборником лучших песен — China Crisic Collection — The Very Best of China Crisis (позиция № 32), но это был последний раз, когда группа попадала в чарт. Последний студийный альбом группы Warped by Success вышел в 1994 году на лейбле Stardumb Records, но он не попал в чарты, так же, как и не пользовался популярностью.

## Дискография
| Синглы - «African and White» - «Scream Down at Me» - «No More Blue Horizons» - «Christian» - «Tragedy and Mystery» - «Working with Fire and Steel» - «Wishful Thinking» - «Hanna Hanna» - «Black Man Ray» - «King in a Catholic Style (Wake Up)» - «You Did Cut Me» - «The Highest High» - «Arizona Sky» - «Best Kept Secret» - «St. Saviour Square» - «Red Letter Day» - «Everyday the Same» | Студийные альбомы - Difficult Shapes & Passive Rhythms, Some People Think It's Fun to Entertain (1982) - Working with Fire and Steel — Possible Pop Songs Volume Two (1983) - Flaunt the Imperfection (1985) - What Price Paradise (1986) - Diary of a Hollow Horse (1989) - Warped by Success (1994) - Autumn in the Neighbourhood (2015) Другие альбомы - Collection (The Very Best of China Crisis (1990) - Diary — A Collection (1992) - Acoustically Yours (1995) - Wishful Thinking (1997) - The Best of China Crisis (1998) - The Best Songs of China Crisis Live (1999) - Scrap Book Vol 1: Live at The Dominion Theatre (2002) Видеоальбомы - Showbiz Absurd (1985) - Life In Liverpool (2003) - Live In Concert at The Paul McCartney Auditorium Liverpool Insitude of Performing Arts (2007) |